# Yllästunturi
Yllästunturi är ett berg i Finland. Det ligger i Kolari kommun i landskapet Lappland, i den norra delen av landet, 800 km norr om huvudstaden Helsingfors. Toppen på Yllästunturi är 718 meter över havet. Yllästunturi ingår i Malmivaarat. Vid fjällen ligger skidorten Ylläs.
Terrängen runt Yllästunturi är platt söderut, men norrut är den kuperad. Yllästunturi är den högsta punkten i trakten. Trakten runt Yllästunturi är nära nog obefolkad, med mindre än två invånare per kvadratkilometer. Närmaste större samhälle är Äkäslompolo, 5,5 km nordväst om Yllästunturi. Trakten runt Yllästunturi består i huvudsak av gräsmarker.